# Pittenweem
Pittenweem (anhörenⓘ) ist eine Ortschaft in der schottischen Council Area Fife. Sie liegt etwa 14 Kilometer südlich von St Andrews und 25 Kilometer nordöstlich von Kirkcaldy an der Einfahrt des Firth of Forth in der Region East Neuk.

## Geschichte
Es war der schottische König David I., welcher die Benediktinerabtei auf der Isle of May um das Jahr 1142 mit den Ländereien in Pittenweem ausstattete. Um diese Zeit entstand dort die Pittenweem Priory. Um diese Zeit wird auch die nördlich gelegene Burg Kellie Castle erstmals erwähnt und die bis heute genutzte Pittenweem Parish Church errichtet. In ihrem Turm wurden 1704 die Pittenweem-Hexen festgesetzt, deren Prozess eine gewisse Bekanntheit nach sich zog.
König Jakob III. verlieh Pittenweem die Rechte eines Burghs. Jakob V. versetzte die Ortschaft 1542 in den Stand eines Royal Burghs. Aus dem Jahre 1593 stammt eine weitere Royal Charter Jakob VI. Frederick Stewart wurde in den 1600er Jahren als erster Baron of Pittenweem installiert. Um diese Zeit entstand auch der Hafen Pittenweems, über den in der Vergangenheit Seehandel, insbesondere mit Getreide und Kartoffeln, betrieben wurde. Einst sollen mehr als 30 Brauereien in Pittenweem aktiv gewesen sein.

## Tourismus
Im Fischerdorf liegt eine Höhle, die St. Fillian's Cave genannt wird. Der Name geht zurück auf die Christianisierung Schottlands, als irische Mönche im 9. Jahrhundert darin gelebt haben sollen.
Jährlich findet im August das Pittenweem Arts Festival statt. Etwa einhundert regionale Künstler und dreißig eingeladene Künstler stellen ihre Kunst aus.
Die Ausstellungsorte sind freigeräumten Zimmer und sonstige Räume bzw. Außenbereiche im ganzen Ort verteilt.

## Verkehr
Durch Pittenweem verläuft die A917, welche die Küstenorte zwischen St Andrews und Upper Largo an das Fernstraßennetz anbindet. Im Jahre 1863 erhielt Pittenweem einen eigenen Bahnhof entlang der Fife Coast Railway. Die Strecke wurde jedoch 1965 aufgelassen.